# Hala sportowa OS Szopienice
Hala sportowa Ośrodka Sportowego Szopience – hala sportowa w Katowicach-Szopienicach, w Polsce. Została otwarta w dniach 12–13 stycznia 2008 roku. Może pomieścić 1549 widzów. Usytuowana jest w pobliżu przystanku kolejowego Katowice Szopienice Południowe. Swoje spotkania na hali rozgrywają siatkarze klubu GKS Katowice i futsaliści zespołu AZS UŚ Katowice, korzystają z niej również sztangiści HKS-u Szopienice.
Budowa hali rozpoczęła się 1 lipca 2006 roku, a jej otwarcie miało miejsce w dniach 12–13 stycznia 2008 roku (pierwszego dnia odbył się dzień otwarty, a drugiego dnia rozegrano mecz towarzyski koszykarskich reprezentacji Polski i Słowacji, zakończony zwycięstwem Polski 85:74). Koszt budowy wyniósł prawie 20 mln zł. Obiekt posiada 1549 miejsc siedzących dla widzów, znajduje się w nim również m.in. specjalne pomieszczenie służące sztangistom HKS-u Szopienice. Elewację hali pomalowano w barwy Katowic, na żółto i na niebiesko. Kolorystyka obiektu była przedmiotem krytyki i była jednym z głównych powodów przyznania obiektowi architektonicznej antynagrody „Betonowa Kostka 2007”. Hala służyła jako obiekt treningowy podczas koszykarskich Mistrzostw Europy 2009 oraz siatkarskich Mistrzostw Świata 2014. Na obiekcie swoje spotkania rozgrywają siatkarze klubu GKS Katowice i futsaliści zespołu AZS UŚ Katowice.